# Deptford
Deptford – część Londynu, leżąca w gminie London Borough of Lewisham. W 1801 miasto liczyło 18000 mieszkańców.